# Barampimyeon jungneunda
Barampimyeon jungneunda (바람피면 죽는다?; lett. "Tradiscimi e ti ammazzo"), nota anche con il titolo internazionale Cheat on Me, If You Can, è una serie televisiva sudcoreana del 2020.

## Trama
Kang Yeo-joo è una scrittrice di romanzi gialli, sempre dedita a trovare nuovi modi per uccidere i propri personaggi – in particolare se sono uomini infedeli nei confronti delle loro consorti – e sposata con Han Woo-sung, un avvocato divorzista. Yeo-joo ha lasciato al marito un particolare promemoria: «Tradiscimi e ti ammazzo»; pur amando la moglie, ma stanco di alcuni suoi comportamenti, Woo-sung decide così di tradirla. Nel frattempo, avviene realmente un omicidio, a cui sia Yeo-joo che Woo-sung sembrano essere collegati.